# Нью-Касл (Вірджинія)
Нью-Касл (англ. New Castle) — місто (англ. town) в США, в окрузі Крейг штату Вірджинія. Населення — 125 осіб (2020).

## Географія
Нью-Касл розташований за координатами 37°30′4″ пн. ш. 80°6′40″ зх. д. / 37.50111° пн. ш. 80.11111° зх. д. (37.500992, -80.111017).  За даними Бюро перепису населення США в 2010 році місто мало площу 0,43 км², з яких 0,43 км² — суходіл та 0,00 км² — водойми.

## Демографія
Згідно з переписом 2010 року, у місті мешкали 153 особи в 67 домогосподарствах у складі 39 родин. Густота населення становила 355 осіб/км².  Було 84 помешкання (195/км²).
Расовий склад населення:
| - 98,0 % — білих - 0,7 % — корінних американців |

До двох чи більше рас належало 1,3 %. Частка іспаномовних становила 0,0 % від усіх жителів.
За віковим діапазоном населення розподілялося таким чином: 27,5 % — особи молодші 18 років, 57,5 % — особи у віці 18—64 років, 15,0 % — особи у віці 65 років та старші. Медіана віку мешканця становила 37,3 року. На 100 осіб жіночої статі у місті припадало 84,3 чоловіків;  на 100 жінок у віці від 18 років та старших — 85,0 чоловіків також старших 18 років.
Середній дохід на одне домашнє господарство  становив 48 832 долари США (медіана — 33 750), а середній дохід на одну сім'ю — 66 067 доларів (медіана — 63 750). За межею бідності перебувало 23,5 % осіб, у тому числі 29,4 % дітей у віці до 18 років та 18,8 % осіб у віці 65 років та старших.
Цивільне працевлаштоване населення становило 67 осіб. Основні галузі зайнятості: виробництво — 23,9 %, освіта, охорона здоров'я та соціальна допомога — 17,9 %, публічна адміністрація — 13,4 %, мистецтво, розваги та відпочинок — 13,4 %.